# Die tolle Tante
Die tolle Tante ist ein US-amerikanisches komödiantisches Filmdrama des Regisseurs Morton DaCosta. Das Drehbuch des 1958 uraufgeführten Films schrieben Betty Comden und Adolph Green nach dem Roman Auntie Mame – an Irreverent Escapade von Patrick Dennis.

## Handlung
Die extravagante Mame Dennis nimmt nach dem Tod ihres Bruders ihren Neffen Patrick bei sich auf. Patrick lebt sich bei seiner freigeistigen und exzentrischen Tante und deren Freunden gut ein. Sein wohlhabender Vater hat jedoch den Nachlassverwalter Dwight Babcock damit beauftragt, dafür Sorge zu tragen, dass Patrick Anstand und Disziplin lernt. Mame verliert beim Börsencrash ihr Geld und muss fortan arbeiten gehen. Sie versucht sich in verschiedenen Berufen, als Schauspielerin oder als Verkäuferin bei Macy’s, jede neue Anstellung endet aber in einem Desaster. Bei Macy’s lernt sie den Ölmagnaten Beaureguard Burnside kennen und verliebt sich in ihn. Beaureguard und Mame heiraten und reisen in den Flitterwochen um die Welt. Mame muss Patrick zurücklassen, bleibt aber über Briefe mit ihm in Kontakt. Beau verunglückt am Matterhorn tödlich, und Mame kehrt in die USA zurück. Auf das Drängen von Patrick und ihren Freunden hin, beginnt Mame, ihrer Sekretärin Agnes ihre Autobiografie zu diktieren. Patrick stellt Mame seine Freundin Gloria vor, die Mame hochnäsig und snobistisch findet. Sie missbilligt die Verbindung von Patrick und Gloria. Sie organisiert eine Dinnerparty mit Gloria, deren Eltern und einigen ihrer besten Freunde. Die Party endet im Streit, als sich Glorias Mutter mit Mame anlegt. Patrick stellt sich auf Mames Seite, und Gloria verlässt mit ihren Eltern wütend das Haus. Mame stellt eine neue Sekretärin ein, Pegeen, in die Patrick sich verliebt. Einige Jahre später schmieden Patricks Sohn Michael und Mame Pläne für eine Reise nach Indien.

## Auszeichnungen

### Academy Awards
Bei der Oscarverleihung 1959 war der Film in den Kategorien „Bester Film“, „Bestes Szenenbild“, „Beste Kamera“ und „Bester Schnitt“ nominiert. Rosalind Russell wurde für ihre Darstellung der Mame Dennis als „Beste Hauptdarstellerin“ nominiert, Peggy Cass für ihre Rolle als Sekretärin Agnes als „Beste Nebendarstellerin“. Der Film ging trotz sechs Nominierungen bei der Oscarverleihung leer aus.

### Golden Globe
Bei der Verleihung der Golden Globe Awards 1959 wurde Die tolle Tante mit dem Preis als „Beste Komödie“ ausgezeichnet. Rosalind Russell gewann die Auszeichnung als „Beste Hauptdarstellerin“. Nominiert waren außerdem Peggy Cass als „Beste Nebendarstellerin“ und Joanna Barnes als „Beste Nachwuchsdarstellerin“.

### Spätere Auszeichnungen
Das American Film Institute wählte Die tolle Tante auf Platz 94 der besten amerikanischen Filmkomödien aller Zeiten.

## Kritiken
Bosley Crowther schrieb in der New York Times vom 5. Dezember 1958, Auntie Mame sei ein uneingeschränkt wilder und unschuldiger Ulk, dem es gelingt, zu zeigen, dass er ein Herz hat und dieses an der richtigen Stelle schlägt. Das Lexikon des Internationalen Films urteilte: „Amüsant gespielte Gesellschaftskomödie, die ihre teilweise etwas grelle Komik mit Sentimentalität vermischt und offensichtlich unter der Eindeutschung gelitten hat.“